# 2006年延吉新侨饭店火灾
2006年延吉新侨饭店火灾是指2006年3月18日发生于中国吉林省延边朝鲜族自治州延吉市新侨饭店（신교호텔）的火灾。该次火灾共致使5人遇难，另有2人受伤。

## 背景
建设于中国吉林省延边朝鲜族自治州延吉市光明街96号的新侨饭店原名为华侨酒店，后因无力偿还银行贷款而被他人收购。火灾发生当天登记住宿的客人约有40人，但火灾发生时，大部分客人仍在酒店外进行活动。根据延边朝鲜族自治州人民政府的调查，火灾发生时，设于饭店二楼的牌霓虹灯匾发生了电线短路。在此过程中，建筑物外部的胶合板等可燃材料被点燃，因此发生了火灾。
虽然在火灾发生时延吉市城区内的温度较低，但由于风力较大，因此火灾蔓延的速度很快。根据延吉市、延边州和吉林省消防部门以及沈阳消防科研所的调查，由于饭店建筑外墙采用木龙骨、胶合板等可燃材料进行装饰，很容易被引燃并形成立体猛烈燃烧。

## 机构响应
19时39分，延边消防支队调度指挥中心接到路过光明街的延吉市居民报警称，位于延吉市光明街的新侨饭店发生火灾。中心接到报警后，调集了延吉市内6个公安消防中队以及延吉市烟厂和延吉市民航2个企业专职消防队，共26辆消防车和136余名指战员奔赴现场进行救灾工作。约半小时后，被困人员全部被救出。同日23时04分，大火被扑灭。
3月19日3时30分，即火灾发生次日凌晨，火场总指挥员根据搜救小组的报告，认定余火全部扑灭，全部幸存人员和遇难者尸体均已离开火场现场。

## 损失及伤亡情况
受火灾影响，新侨饭店七层建筑全体被烧毁。火灾共造成5人死亡，2人受伤。死者中有3人是电业部门职工，有1人家住吉林省外，但在北京市工作，还有1人是从俄罗斯前来中国旅游的游客。而受伤的两人均是因为无路可逃而选择从2楼跳下后受伤，其中一人肩部受轻伤，另一人手部肌腱受伤较重，但所幸没有生命危险。5名遇难者及2名受伤者均为男性。
在消防队救灾过程中，建筑脱落的碎片将两辆消防车砸损，并引燃了停放在新侨饭店门前的一辆越野吉普车，其他几辆轿车也部分烧毁。

## 赔偿
2006年3月24日，延边朝鲜族自治州人民政府就此次火灾进行了新闻发布会。发言人称，依照2005年辽源市中心医院特大火灾的遇难者赔偿方法，州政府对遇难者的赔偿标准已经出台，但具体金额不宜透露。